# Floris Wortelboer
Floris Wortelboer (Teteringen, 4 de agosto de 1996) é um jogador de hóquei sobre a grama neerlandês.

## Carreira
Wortelboer jogou futebol pela primeira vez quando era jovem, mas quando tinha cerca de sete anos mudou para o hóquei e começou a jogar no clube local de hóquei Teteringen. Ele então mudou para o Push, onde jogou nas equipes sub-12 até o primeiro time masculino sênior. Em 2017, ele mudou para o Den Bosch, onde assinou por duas temporadas. Depois dessas duas temporadas, ele se mudou para o Bloemendaal em 2017. Para a Hockey India League de 2024–25, ele foi contratado pelo UP Rudras por um total de ₹ 27 lakhs.
Wortelboer fez sua estreia pela seleção holandesa sub-21 em 2015 durante uma série de testes em Breda. No ano seguinte, ele passou a representar a equipe na Copa do Mundo Júnior da FIH em Lucknow.
Floris Wortelboer fez sua estreia sênior pela Oranje em 2017. Ele jogou sua primeira partida internacional durante a Summer Series na Cidade do Cabo. Ele ganhou sua medalha principal com a equipe naquele ano, levando para casa o ouro no EuroHockey Championship em Amsterdã. Ele passou a adicionar duas medalhas de bronze à sua coleção. A primeira foi no FIH Champions Trophy de 2018 em Breda, bem como na FIH Pro League de 2019 em Amsterdã.
Nos Jogos Olímpicos de Verão de 2024, em Paris, conquistou a medalha de ouro no torneio masculino do hóquei sobre a grama, após vencer na final confronto contra a equipe alemã por pênaltis.